# Instruktiv
Instruktiv er i grammatik en kasus, der udtrykker den måde, en handling sker eller er sket på. Denne kasus er tæt på instrumentalis.
Instruktiv findes fx i finsk, men mest i faste udtryk, idet man nu mest bruger adessiv.
Eksempler fra finsk med kasusendelsen -n: jalka- "fod" → tulin jalan "jeg er kommet til fods". Suljetuin silmin "med lukkede øjne".